# Israel Elejalde
Israel Elejalde (Madrid, 10 de desembre de 1973) és un actor de teatre i de televisió. També ha dirigit diverses obres teatrals.
El 2014 va ser nominat al Premi Goya al millor actor revelació pel seu paper a la pel·lícula Magical Girl. També és conegut per haver format part del repartiment de sèries de televisió espanyoles com Amar en tiempos revueltos, Águila Roja o Carlos, rey emperador.
Desde septiembre de 2016 es codirector artístic, al costat de Miguel del Arco, d'El Pavón Teatro Kamikaze de Madrid.

## Papers
Teatre
- El castigo sin venganza, dirigida per Eduardo Vasco
- El viaje al Parnaso, dirigida per Eduardo Vasco
- Largo viaje hacia la noche, dirigida per Àlex Rigola
- La Gran Vía, dirigida per Helena Pimenta
- Un enemigo para el pueblo, dirigida per Gerardo Vera
- La paz perpetua, dirigida per José Luis Gómez
- Medida por medida, dirigida per Carlos Aladro
- La función por hacer, dirigida per Miguel del Arco
- Veraneantes, dirigida per Miguel del Arco
- La fiebre, dirigida per Carlos Aladro
- Doña Perfecta, dirigida per Ernesto Caballero
- Maridos y mujeres, dirigida per Àlex Rigola
- Misántropo, dirigida per Miguel del Arco
- La clausura del amor, dirigida per Pascal Rambert
- Hamlet, dirigida per Miguel del Arco
- Ensayo (2017), dirigida per Pascal Rambert
- Tebas Land (2017), dirigida per Natalia Menéndez
- Ricardo III (2019), dirigida per Miguel del Arco

Sèries
| Any               | Títol                               | Personatge             | Cadena    | Dades        |
| ----------------- | ----------------------------------- | ---------------------- | --------- | ------------ |
| 1999              | Compañeros                          |                        | Antena 3  | 1 episodi    |
| 2000              | Policías, en el corazón de la calle |                        | Antena 3  | 1 episodi    |
| 2004              | Aquí no hay quien viva              | Jaime                  | Antena 3  | 1 episodi    |
| 2005              | Un paso adelante                    |                        | Antena 3  | 1 episodi    |
| 2005 - 2006       | Hospital Central                    | Doctor Emilio Palenque | Telecinco | 2 episodis   |
| 2006              | El comisario                        | Esteban Robira         | Telecinco | 1 episodi    |
| 2008              | Cuenta atrás                        | Miguel                 | Antena 3  | 1 episodi    |
| 2008              | Los hombres de Paco                 | Fiscal                 | Antena 3  | 3 episodis   |
| 2008              | Herederos                           | Narcotraficant         | La 1      | 3 episodis   |
| 2009              | Águila Roja                         | Capità Rodrigo         | La 1      | 5 episodis   |
| 2006 - 2008; 2010 | Cuéntame cómo pasó                  | Raúl                   | La 1      | 27 episodis  |
| 2010 - 2011       | Amar en tiempos revueltos           | Matías Salazar         | La 1      | 250 episodis |
| 2014              | Los misterios de Laura              | Víctor Mondragón       | La 1      | 1 episodi    |
| 2015              | Carlos, rey emperador               | Juan de Padilla        | La 1      | 6 episodis   |
| 2015              | B&B, de boca en boca                | Roberto                | Telecinco | 1 episodi    |
| 2016              | Bajo sospecha                       | Gorka Montero          | Antena 3  | 10 episodis  |
| 2017 - 2018       | Traición                            | Víctor Ayala           | La 1      | 9 episodis   |
| 2019              | 45 revoluciones                     | Pedro Zabala           | Antena 3  | ¿? episodis  |

Telefilms
- 2017: La princesa Paca com Valle-Inclán (TVE)
- 2012: Toledo, cruce de destinos, com Lope de Vega (1 episodi) (Antena 3)
- 2004: Flores muertas, com Ángel (1 episodi)

Cinema
- 2014: Magical Girl, com Alfredo
- 2016: El hombre de las mil caras

Direcció teatral
- La voz humana (2016), de Jean Cocteau

## Premis i candidatures

### Cinema
Premis Goya
| Any  | Categoría              | Pel·lícula   | Resultat |
| ---- | ---------------------- | ------------ | -------- |
| 2014 | Millor actor revelació | Magical Girl | Nominat  |

### Teatre
Premis de la Unión de Actores
| Any  | Categoria                           | Obra     | Resultat  |
| ---- | ----------------------------------- | -------- | --------- |
| 2001 | Millor interpretació de repartiment | Don Juan | Guanyador |

Premis Max
| Any  | Categoria    | Obra        | Resultat |
| ---- | ------------ | ----------- | -------- |
| 2012 | Millor actor | Veraneantes | Nominat  |